# Pauliina Feodoroff
Pauliina Feodoroff, född 1977 i Ivalo, Enare, är en finländsk skoltsamisk filmregissör, teaterdirektör, manusförfattare och samisk aktivist. 
2002 utexaminerades Feodoroff från Teaterhögskolan i Helsingfors, med inriktning på regi och dramaturgi. Hennes första film, Non Profit, producerades med en budget på 20 000 euro och tog 10 år att färdigställa. Den hade premiär på Skabmagova-Kaamos-festivalen i Enare 2007 och fick Kritiikin Kannukset (kritikernas pris). 2009 blev Feodoroff konstnärlig ledare vid Teater Takomo tillsammans med Milja Sarkola, en post hon hade till 2012.
2012 mottog Feodoroff Teaterhögskolans alumnipris för konstnärer, pedagoger eller andra professionella, tillsammans med Milja Sarkola.
Feodoroff lever tillsammans med sin partner Milja Sarkola och deras barn i Helsingfors. Under ett och ett halvt år bodde familjen i Ivalo, Enare för att döttrarna skulle kunna lära sig skoltsamiska. De talar således svenska, finska och skoltsamiska. Viss uppmärksamhet väcktes 2015 när Sarkola och Feodoroff, vid firande av den finska självständigheten, valde att skriva "169" synligt på sina kroppar som en protest mot att Finland inte skrev under Konventionen om ursprungsfolk och stamfolk (ILO 169).

## Filmografi
- 2003 Saamen kadonnut maa
- 2006 Viimeinen joiku Saamenmaan metsissä?
- 2007 Kiurrels
- 2007 Sevetin tytöt
- 2008 Non Profit
- 2016 Sparrooabbán ("Jag och min lilla syster")